# 魁傑將晃
魁傑 將晃（かいけつ まさてる、1948年2月16日 - 2014年5月18日）は、山口県岩国市出身の大相撲力士。現役時代は花籠部屋に所属していた。本名は西森 輝門（にしもり てるゆき）。最高位は東大関。得意手は突っ張り、左四つ、寄り。身長187cm、体重129kg。黒いダイヤや怪傑黒頭巾、クリーン大関の異名がある。引退後は年寄・放駒として放駒部屋の師匠となり、日本相撲協会第11代理事長（在任期間：2010年8月-2012年1月）を務めた。
日本大学文理学部中退。

## 来歴

### 花籠部屋入門から大関昇進まで
山口県岩国市に生まれ、小学校3年生まで岩国市で過ごし、その後は日本大学文理学部に進学するまで下関市で過ごした。小学校の頃は野球に興味を持っていたが、足が遅かったので下関市立日新中学校時代に柔道を始める。この時期は栃若時代全盛期であり、のちに同門の先輩となる初代若乃花をテレビで応援していた。山口県立下関中央工業高等学校では柔道部の主将になった。高校の柔道部の仲間は、相撲大会の時期になるとマワシをつけて相撲大会に出場するのが恒例行事だったが、マワシを付けるのが嫌で3年間一度も参加しなかった。講道館で行なわれた紅白試合で6人抜きを達成して講道館3段と銀盃が与えられるなどの実績を挙げ、特待生として日大に進学した。将来の五輪代表と目された一方その素質を見た後援者の薦めで、花籠親方（前3・大ノ海）がスカウトに動き、1年生の夏休み前に本人を部屋に呼び出し、「相撲部屋に入門する時は、花籠部屋以外には入りません。」なる誓約書を書かせた。本人は相撲取りになる気など更々無く、ならないならば花籠部屋に入る事も無いという気持ちで書いたが、この誓約書で花籠親方が両親を口説き落とし、青森県警の稽古のアルバイトから帰った本人を相撲取りになる様説得した結果、嫌々ながら相撲取りになる事を受け入れ、日大を1年で中退して花籠部屋に入門し、1966年（昭和41年）9月場所で初土俵を踏んだ。
初めて番付に載った11月場所では、序ノ口を7戦全勝で優勝し、翌1967年（昭和42年）1月場所では、序二段で6勝1敗の好成績で、3月場所には三段目に上がった。しかしどうしても相撲に馴染めない為、その年の8月末に部屋を脱走して従兄弟の家に隠れたものの、すぐに追っ手に発見され、部屋に連れ戻された。今度こそ相撲取りを辞める決心を固め、親方に「辞めさせてください」と挨拶したが、「大勢の反対を押し切って相撲取りになったのに、1年で辞めるなら、その人たちに「もう辞めました」と挨拶して来い」と言われ、今更柔道界に戻ることも出来ないと諦め、部屋に残る事にした。三段目でも7戦全勝を記録し、1968年（昭和43年）3月場所で幕下に昇進したが、そこから少し伸び悩み、十両昇進は1970年（昭和45年）1月場所まで11場所を要した。その場所では、場所の直前に風邪を引いた事もあって4勝11敗と大きく負け越し、2場所幕下に下がって再び十両に返り咲いた。またこの年、花籠部屋に輪島が入門してきた。
当初は本名の「西森」（番付では森は木冠に冫人で書かれた）を名乗っていたが、十両に昇進すると「花錦」という四股名に改名。所属する花籠部屋と、故郷岩国の錦帯橋から1文字ずつ取り名付けられた。しかし、本人は花錦は自分には合わないとして嫌ったため、短期間で改名することになり、女将さんによって「魁傑」と命名される。実際には、本人の昼寝中に新しい四股名を女将から複数提示され、寝ぼけながらも別の候補を選んだが、昼寝から覚めると魁傑に決まっていたという。最初は戸惑ったものの、これが昔中国で活躍した武将の名で、勝負師に相応しい四股名であることを知って大いに気に入ったと言う。
1971年（昭和46年）9月場所に新入幕、この場所は7勝8敗と負け越すが幕内にとどまり、11月場所は千秋楽まで8勝6敗と勝ち越していた。千秋楽の日、病床の父親から珍しく応援の電話が入り、電話を切って10分後に母親から「お父さんが死んだ。」との電話を受け、気持ちの整理が付かないまま土俵に上がったものの、黒姫山の強烈なぶちかましに突き飛ばされた。すぐに郷里に戻り、葬儀を行ったが、その時葬儀場に並んだ山口県知事や岩国市長、後援会長や相撲協会などからの花輪が並ぶ盛大な葬式を出せたのを見て、初めて「父親に薦められて相撲取りになったからこそ、これだけ盛大な葬式を出して恩返しする事が出来た。相撲取りになって良かった。」と感じ、以後は相撲に熱が入るようになった。
続く1972年（昭和47年）1月場所は7勝8敗に終わったが、3月場所は絶好調で、横綱・北の富士とこの場所大関獲りとなる関脇・長谷川らを倒して12勝3敗、長谷川との優勝決定戦では作戦にはまって負けて初優勝はお預けとなった。この頃から輪島、貴ノ花と並んで「阿佐ヶ谷トリオ」として注目され、特に魁傑は、そのまじめな性格と朴訥とした、気は優しくて力持ちのお兄さん的な顔立ちが女性ファン、特に女学生に受けて絶大な人気を博した。二枚目スター貴ノ花の「育てたい人気」と違って、魁傑の人気は「頼りたい人気」と言われた。
1972年5月場所は新三役となる小結に昇進して11勝を挙げ、輪島・貴ノ花・三重ノ海らと共に次代を担う大関候補として「貴輪三魁」と称された。また、この場所のエピソードとして、9日目に大関・大麒麟との取組でマゲを引っ張られ反則勝ちとなった一番がある。その後二年間は三役に定着して何度も二桁の成績を挙げて大関目前とされながらなかなか壁を越えられなかったが、その中で三段目時代から6年間付き合っていた一般女性と1974年（昭和49年）9月場所前に結婚したことでそれまで問題だった精神面が次第に充実していった。同年11月場所には西張出小結で12勝3敗、輪島の援護射撃もあって相星で並んだ、決定戦で弱いと評判の横綱・北の湖との優勝決定戦で一方的に突き出して初優勝。北の湖とのその1番は詳しく説明すると、硬くなった北の湖が立合いから突っ張ったものの少しも足が前に出ず、次いで差した左を魁傑に右からおっつけられるとまともに引いてしまい、魁傑はこの機に乗じて激しく突っ張り、一気に突き出した、という流れであった。この優勝パレードのオープンカーでは、「横綱が旗手になる前例はない。」という親方衆の反対を押し切って輪島が旗手を務め、我が事のように嬉しそうに優勝旗を支えた。翌1975年（昭和50年）1月場所でも11勝4敗の好成績を収め、3場所通算で30勝15敗＋優勝1回の好成績により大関に推挙された。なおその2場所前の1974年9月場所で魁傑は7勝8敗と負け越している。年6場所制以降、大関昇進力士で大関昇進前3場所間に負け越しの場所があるのは他に若羽黒がいる。

### 不屈の大関返り咲き
新大関となった1975年3月場所は11勝4敗、翌5月場所は、この場所で優勝した北の湖を千秋楽に破って12勝3敗とし、優勝1点差で次点となった。綱取り場所となった7月場所は8勝7敗と不調。この場所の11日目が終了した時点で4勝7敗と後がなくなった状況でもなお休場を否定する意向を示したところ、報道陣が信じてくれないため「力士は土俵あってこその命。休場は試合放棄と同じ」と勢いで発言してしまったが、千秋楽まで4連勝と挽回して勝ち越した結果、名言として残ることとなった。肘の故障で得意の攻めが出せず、続く9月場所、11月場所と2場所連続で6勝9敗と負け越し、大関から陥落した。10勝すれば大関復帰となる翌1976年（昭和51年）1月場所は7勝8敗と負け越し、同年5月場所には、前頭6枚目まで下がり、部屋関係者から暗に引退を勧められたが、それでも「石にかじりついても大関にカムバックする」と宣言。稽古場で関取衆で一番に土俵に上がり、巡業でも毎日最後まで土俵に残って稽古した。この場所で10勝をあげ、敢闘賞を受賞した。また「大関から落ちてコロコロ負けてばかりいた時、どうしてこんなに応援をしてくれるのだろうと不思議だった。苦しかった時のファンの励ましはうれしかった」と、自分を見捨てなかったファンにも感謝していた。
さらに、9月場所では前頭4枚目で14勝1敗で2度目の優勝（元大関の平幕優勝は史上初）、11月場所には関脇に復帰して11勝4敗、1977年1月場所も11勝4敗の好成績を収め、3場所通算で36勝9敗の好成績により若三杉と共に大関昇進が決まった。この時返り咲きとなる魁傑にも新大関と同様に使者が送られ、昇進伝達式が行われた。大関特例復帰制度によらず、通常の大関昇進の場合と同様に番付編成会議および理事会の決定により大関返り咲きが決まったので、伝達の必要があったためである。当時、魁傑本人はその時「一度大関の名を汚しちゃったので、（口上で）何と言えばいいのかなあ」と言っていたらしく、「大関の名を汚さぬように」を避け、「謹んでお受けします」とだけ答えた。なお、「大関は2場所連続負け越しで関脇に陥落、直後の場所で10勝以上すれば即復帰できる」という現行の制度ができて以降、大関陥落の翌場所に10勝を挙げられず後に大関復活を果たしたのは、魁傑のほかに照ノ富士が達成したのみである。
しかしながら、大関に戻ってから2場所連続で8勝7敗の成績が続き、その上またしても肘の故障に悩まされ、1977年7月場所で6勝9敗と負け越し、9月場所も5勝10敗と連続して負け越してしまい、再び大関から転落した。1977年11月場所で再び大関特例復帰を目指したが、6勝9敗とまたしても負け越した。その後、魁傑は3度目の大関昇進（2度の大関復活）を目指すも、1978年（昭和53年）5月場所で小結に復帰するのが精一杯で、好成績を挙げる事は殆ど無くなった（ほか貴ノ浪、栃東、栃ノ心、貴景勝も2度大関陥落。その内、栃東が史上初の2度大関特例復帰を果たした）。大関再陥落後も魁傑は横綱や大関との名勝負を繰り広げたが、1979年（昭和54年）1月場所11日目でついに現役引退を表明した（4勝7敗、引退当日の不戦敗は除外）。初土俵以来一度の休場もなく、引退発表の席では「13年間、精一杯にやって来て、悔いは無い。」と笑顔で語った。
引退する前年の1978年3月場所7日目、大関・旭國との対戦で4分26秒の大相撲で水入りして3分25秒でも勝負がつかず再水入り、両者に休憩時間を与える為に当日の結びの一番（北の湖 - 青葉山戦）を先に行った後、10分後改めて取り直し。その取り直しの一番もまた三度目の水入りとなる寸前の2分33秒で掬い投げで勝ち、合計10分19秒にわたる大熱戦の一番があった。この相撲は打ち出しが18時25分に達し、NHKの相撲放送延長の新記録となっている。ちなみに、魁傑はこの一番の前日の6日目、大関・若三杉とも水入りの相撲を取っており（この時は敗戦）、旭國も膵臓炎で場所前に退院したばかりであった。この場所は大ノ国が魁傑の内弟子第一号として花籠部屋から初土俵を踏んだ場所である。
度重なる負傷により、好不調の波が激しかった。特に左肘の状態がひどく、「相撲を続けている限り完治しない」とまで医者に告知されていた。このために大関から2度陥落したが、その負傷さえなければ横綱になっていたという評価があった。先述の通り「休場は負けだ」との名言（「試合放棄だ」「敵前逃亡だ」と言ったこともある）を残した。
この発言については、引退直後の手記で「体が全く動かないなら話は別だが、土俵に上がれるのなら勝つ可能性はわずかでも残っている。休場はそのチャンスを自らの手で断ち切ってしまうことであり、可能性がある以上は全力を尽くすべきである。」と述べている。不調で黒星が続いても決して休まず戦う姿はファンの人気を集め、大関互助会に入らず生涯ガチンコを貫いたことで周りからは変人扱いされたという。これについて、本人は、角界はちゃんと生きようとすると変人と思われる世界だが易きに流されてはダメだという発言を残している。「力士である前に立派な社会人でありたい」と発言したとも伝わり、このような真面目で誠実な人柄は「相撲界においては真面目過ぎる個性のない力士」と評される向きもあったが、土俵態度の誠実さもあいまって力士の手本と評され、名大関と呼ばれた。また腰が高いという欠点もあって、相撲解説者・玉の海梅吉は、四股名をもじって「魁傑は未解決だね」と語っていた。どうやら強弱の差が激しく、強みと弱みが表裏一体であるといった意味だったらしい。
当時の子供の間では、その四股名から｢かい（痒い）けつ（尻）｣とも言われた。また、ある時、風呂場に石鹸がなかったため、ママレモンで身体を洗い、股間が爛れたことがある。同郷である元首相の佐藤栄作が、現役時代の後援会長を務め、結婚時の仲人は佐藤の義理甥である安倍晋太郎が務めた。

### 放駒部屋創設

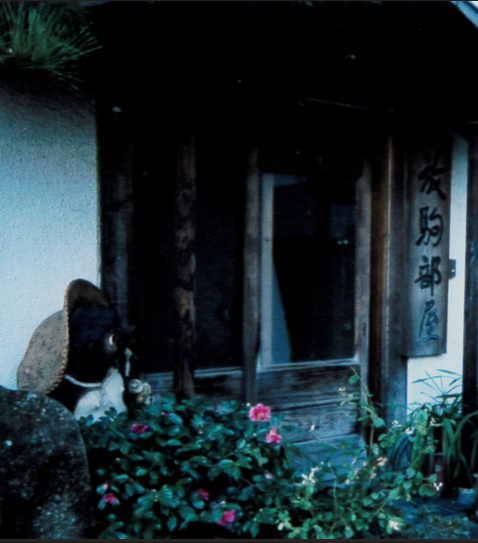
放駒部屋（魁傑時代）

引退後は年寄・17代放駒を襲名し、1981年1月28日に花籠部屋から分家独立、花籠部屋から信号一つ西の阿佐谷南に放駒部屋を創設した（この時移籍した内弟子の中に、後に第62代横綱となる大ノ国がいた）。その後、弟弟子で12代花籠を継承した輪島が借金の担保に年寄名跡をあてがうという事件が発覚して廃業すると、一門の総帥であった二子山親方（横綱・初代若乃花）に指名されて花籠部屋の弟子全員を引き取ることになり、放駒部屋は小部屋から一気に大部屋へと躍進した。育てた関取は横綱・大乃国以下11人を数え、阿佐ヶ谷勢の一角を担った。師匠としては「弟子には特別なことは要求しない。社会人として迷惑をかけない。それだけは頭に入れてほしい」という思いで指導した。稽古は厳しく、元三段目の駒響（田中健介）の証言によると、多い日は150番も取らされたという。大乃国は、朝稽古も10時半頃に終わる部屋が多い中、朝5時から正午まで稽古があり、二子山部屋での出稽古からヘトヘトになって戻ってから、ぶつかり稽古をみっちりさせられたと証言している。
大乃国の大関昇進披露宴では、引き出物に名入りの広辞苑を配り、相撲協会関係者や相撲記者を驚かせた。引き出物は押入れの奥にしまうことが多いので、役に立つものにしたかったという考えからだったという。大乃国は、「叱る時、相撲界は“コラッ！”と一発、拳固を食らって済むようなことが多かったなか、師匠は理論的に、理詰めで来る。時に心の臓を撃ち抜かれるくらいの言葉で……。ちゃんこも喉を通らない状態になったこともありますよ。それは、私が横綱を張っていた時でも、変わりませんでした」と引退後述べている。
「クリーン魁傑」と称された現役時代に見せた誠実さは年寄になってからも評価され、引退後1年で審判委員に抜擢される。1992年、出羽海理事長就任と同時に、協会の常勤役員（役員待遇）として事業部副部長、広報部副部長など執行部の要職を十数年に渡り務め、相撲界の論理でなく、外部の人との温度差をうめ、対等にきちんと話をして渡り合う交渉窓口となった数少ない親方として高く評価された。1996年の広報部副部長時代には、NTTによるインターネット事業案件にいち早く着眼し、試験的な段階で、相撲関連サイトを立ち上げさせた。まだ窓口や電話での販売形態が主だった「チケットぴあ」が、ネット販売の方法を模索していた時に、相撲協会がその先駆けとしてモデルケースとなった。
2006年1月場所後に理事へ昇進し、審判部長の要職に就いた。
しかし、2006年7月場所で優勝次点ながらも4場所連続で13勝以上した大関・白鵬の横綱昇進と、3場所通算で34勝した雅山の大関再昇進について見送る旨の発言をし、好角家から大きな反発を招いた。白鵬の直前3場所の成績（13勝の優勝同点＋14勝の優勝＋13勝の優勝1点差）は放駒親方の弟子・大乃国の横綱昇進時の成績（15戦全勝優勝＋12勝の優勝1点差＋13勝の優勝1点差）を上回り、雅山の直前3場所の成績（34勝11敗）は魁傑自らの大関昇進時の成績（優勝1回を含む30勝15敗）を上回るものであり、その整合性のなさが指摘された。しかし、横綱昇進に関しては、形式上は番付編成会議及び臨時理事会で討議されるものの、横綱審議委員会が事実上の昇進決定を下す機関となり、また横審委員会も当時は原則的に「大関で2場所連続優勝に『準ずる成績』」というものを採用しなかった。また大関昇進に関しては、その時期における大関の人数、昇進に向けての機運などにも左右されているが、雅山の時は既に大関が5人いる上に優勝がないという状況であった。審判部長時代には三賞選考で1つの賞に複数人へ推挙・授与があり、最も適格な力士の単独受賞が望ましいのではと提案した。

### 大相撲を救った名理事長
2010年8月12日、大相撲野球賭博問題などの責任を取って辞任した武蔵川晃偉理事長の後を受け、第11代日本相撲協会理事長に就任。現役時代のクリーン大関と言われた高潔さと、長年執行部で発揮した事務処理能力の高さを認められたことによる理事長就任だった。理事長就任以降は公益法人移行を巡って議論が本格化してゆき、自身も各自の年寄名跡を協会が2000万円で買い取る一括管理案、最高議決機関である理事会の半数を外部で占める私案などを提唱したが外部役員や外部有識者の意見を尊重しすぎたという評があり、大多数の年寄衆は理解を示さなかった。年寄名跡を巡る改革に関しては中島隆信が後年「“年寄株を巡るこれまでのやり方に手を付けることは無理です。権限もないし、力もない”と話していた」と証言した。2011年2月、八百長問題が発覚、3月の大阪場所開催を中止、続く5月場所は、入場無料でNHKによる中継もない、前代未聞の「技量審査場所」を決断、相撲協会最大の危機の中、諸問題の処理にあたった。糖尿病による義眼で山のような書類と格闘し、降りかかる難題の連続に体力を消耗しながら、粘り強い対話で改革のレールを敷いた。文部科学省へ協会としての対応を報告するため出向いた時、区切りがついたら責任を取って辞任する意向を示したところ、文科省の官僚から「あなたの首は要りません。」と引き止め、「八百長を一切しなかったガチンコ大関・魁傑が八百長問題処理に取り組む運命の皮肉」と報道された。
2012年1月場所後に退任し、相談役に就任。2013年1月場所が協会員として最後の本場所となったが、停年（定年。以下同）を迎えるに当たっての記者会見やNHKのテレビ中継の解説（中入の時間や取組の合間に自身の足跡を振り返る）は一切断わり、自分が辞めさせた力士や親方に申し訳ないと、理事長経験者の定年後の天下り先に定着している相撲博物館館長の席も元武蔵川理事長に譲り、NHKから提示された特別解説者の依頼まで固辞、相撲界からは完全に引退する決断を最終的に選択した。
「最悪の時代を乗り切った最大の功労者であると同時に最大の犠牲者」と言われ、理事長在職1年5か月は最短だが、「存亡の危機に大相撲を救った希代の名理事長」と評価された。同年2月7日に放駒部屋は閉鎖して所属力士らは弟子の大乃国が創設した芝田山部屋に移籍させ、自身は2月15日に定年退職した。
2014年5月18日午後2時10分頃、東京都西東京市のゴルフ練習場で倒れ、同日午後3時21分に搬送先の小平市の病院で死去。66歳没。死因は虚血性心疾患で、30年前より糖尿病に罹っていた。愛弟子であった芝田山（元大乃国）は死去の知らせを受けて「全く体調が悪いところはなかったのに。気持ちの整理がつかない」と話し、さらに「ゴルフ（の練習）に行っていたのだから、俺より健康だったと思う」とも明かした。没後に『浄篤院輝山魁傑居士』の戒名が付けられた。
2014年5月23日に通夜、5月24日に本葬（告別式）が宝仙寺（東京都中野区）にてそれぞれ営まれた。

## 人物
- 師匠の花籠親方は弟子の魁傑について、「人間的に芯は強くて泣き言は一切言わず、常に謙虚で控えめな態度と一生懸命に土俵に取り組む姿勢は誰もが好感を持つ。ただ、輪島と違って気が強い方ではないので、一つ負けると考えすぎてしまうきらいがあり、さらに黒星を増やすことになる。意識せずに相撲を取れればいいのに。」と述べている[46]。
- 酒は飲まず、派手なことを嫌い、実直で頑固、自分にも弟子にも厳しかったという[34]。副理事長として二人三脚で問題に対処した村山弘義は、「本当に高潔な人だった。功績は大きく、そのおかげで今日の相撲界がある。」と述べている[34]。
- 温厚な紳士で知られるが、二度目の大関を陥落した頃に「引退する気持ちはあるのか？」と自宅に電話で取材してきた男性の記者に激怒した。その理由は、引退するのかと聞かれるのが嫌だったわけではなく、歩いて情報を得るのが商売の記者が「なぜ自分の家や部屋まで直接取材に来ずに、楽をして電話で情報を得ようとするのか」と考えたからで、自分なりにベストを尽くして相撲を取っている魁傑からすると、ベストを尽くさずに楽をして取材しようとする根性に、同じ男として我慢ならないものを感じたからと述べている[3]。
- 弟子の大乃国は、「周りの人は『優しい親方で』なんてイメージで言うけど、弟子からすれば鬼。日常生活の指導を含め、一切の妥協がない師匠だった。どんな子供だって、死ぬまで自分の親を抜くことはありえない。自分にとって師匠は、親以上に一目も二目も三目も置く存在。今でも夢に出てきて怒られることがある。」と語っている[23]。
- 力士としては角界内部でも称賛する声が少なからず存在したが、大相撲八百長問題に際して大量処分を敢行したことや調査終了まで協会の公式行事を中止したことなどから理事長としては猛反発を受け、孤独に追いやられた[27]。しかし、放駒理事長の高潔な人柄と手腕がなかったら、立ち直りは難しかったという見方が関係者、記者の間ではもっぱらだったという[47]。
- 文化放送で大相撲を長く担当した大野勢太郎によると、大乃国が優勝した時の放駒部屋祝賀会で、有力後援者が厚い包みをお祝いとして放駒に手渡した。すると、放駒はそのまま包みを大乃国に渡したので、驚いた後援者が「普通は親方が抜くもんだよ」と呆れて言ったところ、「協会から力士養成費とかもらっていますから」と放駒が返答したので、後援者も大野も驚いたという[48]。
- 執行部時代に仕事をした職員によると、数字が好きで事業に対して非常に興味を持っていた。相撲界に入っていなかったら、実業家になりたかったという[49]。

### 柔道関連
- 魁傑（西森）は身長187cm・体重92kgの大躯から繰り出す大外刈や小内刈、送足払に長じ、柔道選手としてもその将来を期待されていた[50]。特に目立った成績を残したのは前述の通り講道館で行なわれた春季紅白試合での6人抜きで、1966年5月15日に催された試合当日には2段以上の猛者約550人が犇（ひし）めく中での快挙であった[50]。当時2段位であった大学1年生の西森は、同じく2段の藤塚（法政大学）を小内刈、佐々木（日本体育大学）を大外落、押尾（青山学院大学）を送足払、回谷（法政大学）を合技、小池（国士舘大学）も合技、石本（日本体育大学）を技有で破り、7人目の柿坪（日本体育大学）を相手に不用意に場外へ足を踏み出して「注意」で敗れものの、その存在感を大いに示した[50]。なお、この紅白試合では西森の他、2段の部で日本大学2年の町田未則が7人抜き、3段の部では同大3年の石井繁好が6人抜き、同じく日本大の4年生・吉田憲一が10人抜き、東京教育大学2年の藤川純が6人抜きを達成。西森を含め5人がいずれも抜群昇段を許され、抜群5人のうち4人を日本大学の学生が占めるという偉業を成し遂げた[50]。
- 日本大学は紅白試合1週間後の5月22日に日本武道館で開催された第15回東京学生優勝大会にて、決勝戦で中央大学を1:1の僅差ながら内容勝で降し7度目の優勝を果たした。しかし直後6月18日の第19回全日本学生優勝大会では、決勝戦で同じく中央大学と相対するとあべこべに0:3で敗れて優勝旗を譲っている。当時監督として日本大学の柔道部を率いていた佐藤寅三郎は、西森と1年先輩の町田の抜群2選手を両大会の選手には選抜せず、柔道評論家のくろだたけしも「この2人を出場させたとして、期待通りの好成績をあげ得たかどうかは疑問」「大試合での経験不足が、2人を明年の戦力として温存せしめたのであろう」と推察している[50]。いずれにしても西森はこの両大会では応援する側に回り、直後に相撲界に転向したため、その後柔道界で名を残す事はなかった。西森と共に将来を嘱望された1年先輩の町田は、4段位で大学を卒業後に郷里の鹿児島へ戻って鹿児島県警察に奉職[50]。しかし全日本選手権大会はおろか全国警察選手権大会を獲る事も適わず、平凡な選手のまま現役生活を終えている。くろだたけしは町田を引き合いに出しながら、「西森が柔道界に残ったとして、その素質は認めるにしても、全日本選手権大会で優勝を争う大選手に成長していたかどうか…それは？である」とも述べている[50]。

### 相撲関連
- 北の湖は魁傑の急死に際して「現役時代は2本差すのがうまく、渋い相撲を取る人だった。私も何回もいいところで負けた。優勝決定戦で負けたこともある。大関に返り咲いたのも、できないことをやってのけた。頭が下がるところです」と現役当時を追憶し、その底力を称賛していた[51]。
- 八百長問題が発覚した2011年2月2日、理事長時代の魁傑は真っ先に事務方トップの主事を呼んで計算させ「現金と換金可能有価証券残高は、全部でいくらだ。何場所、中止できる?」と問い、1年間中止しても協会は何とか存続できると聞いて後に実際に取った方針を固めたという。こうした問題解決に際して独特の力士社会に生きる親方衆や関取衆の猛反発を受け、さらには同じ理事会の出席者に「あんた」呼ばわりされる経験もしたとも伝わっている。また、八百長力士の裁判では「何の根拠も無しに八百長と決めつけられた」等と言った証言も飛び出し、親方衆や力士たちから反発された。理事長時代の苦労を物語るエピソードとして生前本人が「親方衆とゴルフに行く夢を見たんだがね、中からみんなの声がするのに、入り口が見つからず、私だけ入れないんだ。夢の中でも孤立しとるなあ」と語ったことがある[36]。
- 理事長職を降りて2ヶ月が経過した2012年の春、天皇・皇后主催の園遊会に誘われた際に、理事長時代の自身の判断を認めてもらったことで「冥利に尽きる」と当時発揮した手腕に自信を持つことができ、親方衆の無理解を二度とぼやかなかったという[36]。
- 内弟子第1号となった大乃国をスカウトした時、「高校卒業してから相撲取りになって年下のやつに張り倒されるよりは、十五歳で入って先輩から張り倒される方が、まだ我慢できるだろ。」と説得した[52]。背景として大学中退で角界入りして年下の先輩との関係に当惑した自身の経験が影響している[53]。
- 1988年11月場所千秋楽前夜の食事の席で、同場所14日目まで53連勝中だった千代の富士との対戦を控えた弟子の大乃国に、「どうせ今のお前じゃ何をやっても勝てないんだから、（千代の富士を）ヒヤッとさせる場面ぐらいは作って、せめて館内を賑やかすくらいのことはして来い」と言った。奮起した大乃国は結果的に昭和時代最後となった結びの大一番で、同場所14日目まで53連勝中だった千代の富士を怒涛の寄り倒しで54連勝目を阻止した。のちに放駒が、千秋楽で大乃国が千代の富士の連勝を止められなければ、翌年初場所千秋楽の横綱同士の対戦で横綱・双葉山の69連勝に並ぶと計算していたことを知り、大乃国は引退後に「師匠のその思いを知ったら震えて負けていたかもしれない。師匠は先の先を読んでいたんです」と歴史的一番の裏にあった師弟の秘話を明かし、師匠の「親心」を象徴したやり取りだったと語った[54][23]。
- 八百長問題で揺れていた時期に、親方衆主導の運営形態のなか、裏方の事務職員たちに、「相撲協会の今後のために、何か新しい考えや企画があったら、どんどん出してほしい」と、現場の声を細かに掬った。この行動が、現在のツイッターやフェイスブックなどSNSを利用した広報活動や、数々のイベント開催などで結実し、新しいファン層を開拓するに至る種まきとなった[55]。
- 2012年初場所9日目の理事長懇談会に、日本雑誌協会の幹部が一堂に会した。この場所限りで退任となる放駒理事長に対して、広報部副部長時代から、雑誌協会と当時の理事長（出羽海、時津風、北の湖）との間に入って、便宜を図ってくれたことに、最後の機会に御礼を申し上げたいとOBも含めて集まり、放駒理事長へ感謝の言葉を伝えた[55]。
- 八百長問題の中で理事長職を務めた時期には体力を消耗し、2011年6月に東日本大震災を見舞う東北巡業を行った際にはまともに歩けない状態だった[56]。死去の際にはかつての弟弟子であった峰崎から「理事長就任後は体が曲がってかわいそうだった」とコメントが寄せられた[57]。

### 私生活
- 夫人は富山出身で税務署勤務の役人の娘。誠実で真面目な魁傑びいきの後援者は、師匠のお嬢さんや後援者の娘との縁談を描いていて「もったいないなあ。」と囁き、金剛も「あいつ、馬鹿正直だからな。」ともらしたが、「引退後のことを考えて、恋愛と結婚は別と割り切り、嫁さんは金持ちの娘をもらったりするのがいるけど、あれはだらしない[58]。」「親方や後援者が何を言おうが、女房は死ぬまで一緒に暮らすんだから、好きな女性じゃないと一緒になれない。」と繰り返していたという[6][3]。
- 魁傑が死去した際、親方時代の魁傑の付け人を務めた三段目の前田は「師匠はイワシが大好物であり、普段は1杯ご飯を食べるけど、ポン酢で食べるイワシちり鍋だと3杯は食べた」と証言している。稽古場の屋上ではハト200羽を飼育していたが、理事長就任で世話が困難になり、周辺住民の苦情もあってやめたという。初孫となった長男の男児にはプロゴルファーになることを期待し、次男に待望の女児が誕生した後は前田曰く「デレデレのおじいちゃん」になったそうであるが、それからさほど日を要さず死去してしまったという[59]。

## 主な成績
- 通算成績：521勝410敗 勝率.560
- 幕内成績：367勝304敗 勝率.547
- 大関成績：70勝65敗 勝率.519
- 現役在位：74場所
- 幕内在位：45場所
- 三役在位：21場所（関脇13場所、小結8場所）
- 大関在位：9場所
- 連続出場：931回（1966年11月場所 - 1979年1月場所）
- 三賞：10回
  - 敢闘賞：7回（1972年5月場所、1973年1月場所、1974年1月場所、1976年5月場所、1976年9月場所、1976年11月場所、1977年1月場所）
  - 殊勲賞：2回（1972年3月場所、1974年11月場所）
  - 技能賞：1回（1972年3月場所）
- 各段優勝
  - 幕内最高優勝：2回（1974年11月場所、1976年9月場所）
  - 三段目優勝：1回（1966年11月場所）
  - 序ノ口優勝：1回（1968年1月場所）
- 金星：3個（北の富士1個、琴櫻1個、北の湖1個）

### 場所別成績
| | 一月場所 初場所（東京） | 三月場所 春場所（大阪） | 五月場所 夏場所（東京） | 七月場所 名古屋場所（愛知） | 九月場所 秋場所（東京） | 十一月場所 九州場所（福岡） |
| --- | ----------------------- | ----------------------- | ----------------------- | --------------------------- | ----------------------- | --------------------------- |
| 1966年 （昭和41年） | x                       | x                       | x                       | x                           | （前相撲）              | 西序ノ口19枚目 優勝 7–0     |
| 1967年 （昭和42年） | 西序二段5枚目 6–1       | 東三段目60枚目 4–3      | 西三段目90枚目 5–2      | 東三段目48枚目 3–4          | 東三段目58枚目 5–2      | 東三段目28枚目 3–4          |
| 1968年 （昭和43年） | 西三段目35枚目 優勝 7–0 | 東幕下28枚目 3–4        | 西幕下31枚目 4–3        | 西幕下26枚目 4–3            | 東幕下23枚目 6–1        | 東幕下8枚目 4–3             |
| 1969年 （昭和44年） | 東幕下6枚目 4–3         | 西幕下3枚目 3–4         | 西幕下5枚目 1–6         | 西幕下26枚目 6–1            | 東幕下4枚目 3–4         | 西幕下7枚目 6–1             |
| 1970年 （昭和45年） | 東十両13枚目 4–11       | 西幕下5枚目 5–2         | 西幕下筆頭 6–1          | 東十両11枚目 7–8            | 東十両13枚目 11–4       | 東十両4枚目 7–8             |
| 1971年 （昭和46年） | 東十両4枚目 8–7         | 西十両6枚目 8–7         | 西十両4枚目 10–5        | 西十両筆頭 11–4             | 東前頭9枚目 7–8         | 西前頭10枚目 8–7            |
| 1972年 （昭和47年） | 東前頭5枚目 7–8         | 西前頭7枚目 12–3 技殊★  | 東張出小結 11–4 敢      | 西張出関脇 10–5             | 西関脇 7–8              | 西小結 7–8                  |
| 1973年 （昭和48年） | 東前頭筆頭 11–4 敢      | 西関脇 4–11             | 西前頭4枚目 9–6 ★       | 西小結 8–7                  | 東関脇 7–8              | 東小結 8–7                  |
| 1974年 （昭和49年） | 西小結 11–4 敢          | 東関脇 10–5             | 東関脇 8–7              | 東関脇 8–7                  | 東張出関脇 7–8          | 西張出小結 12–3 殊          |
| 1975年 （昭和50年） | 東関脇 11–4             | 西大関 11–4             | 西大関 12–3             | 東大関 8–7                  | 東大関 6–9              | 西大関 6–9                  |
| 1976年 （昭和51年） | 西関脇 7–8              | 東前頭筆頭 5–10 ★       | 西前頭6枚目 10–5 敢     | 西小結 5–10                 | 西前頭4枚目 14–1 敢     | 西関脇 11–4 敢              |
| 1977年 （昭和52年） | 西関脇 11–4 敢          | 東張出大関 8–7          | 西張出大関 8–7          | 西張出大関 6–9              | 東張出大関2 5–10        | 西関脇 6–9                  |
| 1978年 （昭和53年） | 西前頭筆頭 6–9          | 西前頭4枚目 10–5        | 東小結 6–9              | 西前頭3枚目 7–8             | 西前頭4枚目 8–7         | 西前頭2枚目 4–11            |
| 1979年 （昭和54年） | 西前頭9枚目 引退 4–7–0  | x                       | x                       | x                           | x                       | x                           |
| 各欄の数字は、「勝ち-負け-休場」を示す。 優勝 引退 休場 十両 幕下 三賞：敢=敢闘賞、殊=殊勲賞、技=技能賞 その他：★=金星 番付階級：幕内 - 十両 - 幕下 - 三段目 - 序二段 - 序ノ口 幕内序列：横綱 - 大関 - 関脇 - 小結 - 前頭（「#数字」は各位内の序列） |                         |                         |                         |                             |                         |                             |

### 幕内対戦成績
| 力士名         | 勝数 | 負数 | 力士名   | 勝数 | 負数 | 力士名     | 勝数 | 負数 | 力士名   | 勝数 | 負数 |
| -------------- | ---- | ---- | -------- | ---- | ---- | ---------- | ---- | ---- | -------- | ---- | ---- |
| 青葉城         | 2    | 5    | 青葉山   | 7    | 1    | 長岡       | 0    | 1    | 旭國     | 14   | 16   |
| 尾形           | 1    | 0    | 巌虎     | 1    | 0    | 照の山     | 0    | 1(1) | 大潮     | 5    | 4    |
| 大錦           | 4    | 2    | 大鷲     | 1    | 1    | 魁輝       | 4    | 0    | 北瀬海   | 8    | 3    |
| 北の湖         | 9*   | 26   | 北の富士 | 2    | 9    | 清國       | 5    | 4    | 麒麟児   | 12   | 4    |
| 蔵間           | 2    | 3    | 黒瀬川   | 1    | 0    | 黒姫山     | 17   | 9    | 高鉄山   | 3    | 1    |
| 琴風           | 3    | 1    | 琴櫻     | 4(1) | 10   | 琴乃富士   | 0    | 1    | 金剛     | 10   | 10   |
| 白田山         | 3    | 1    | 大旺     | 1    | 0    | 大峩       | 6    | 1    | 大麒麟   | 8    | 7    |
| 大受           | 9    | 12   | 大登     | 1    | 0    | 大雄       | 1    | 2    | 大竜川   | 2    | 0    |
| 隆ノ里         | 3    | 5    | 貴ノ花   | 20   | 17   | 高見山     | 20   | 18   | 谷嵐     | 0    | 1    |
| 玉輝山         | 2    | 0    | 玉ノ富士 | 5    | 12   | 千代の富士 | 0    | 2    | 出羽の花 | 1    | 3    |
| 時葉山         | 2    | 1    | 栃赤城   | 3    | 1    | 栃東       | 9    | 5    | 栃勇     | 2    | 0    |
| 栃王山         | 1    | 0    | 金城     | 7    | 8    | 羽黒岩     | 3    | 4    | 長谷川   | 15   | 7*   |
| 播竜山         | 5    | 0    | 福の花   | 7    | 2    | 富士櫻     | 20   | 9    | 藤ノ川   | 1    | 0    |
| 二子岳         | 7    | 1    | 双津竜   | 5    | 2    | 前の山     | 6    | 1    | 増位山   | 16   | 11   |
| 舛田山         | 5    | 2    | 三重ノ海 | 19   | 19   | 陸奥嵐     | 2    | 3    | 豊山     | 7    | 12   |
| 吉王山         | 2    | 0    | 吉の谷   | 1    | 0    | 琉王       | 2    | 0    | 若獅子   | 5    | 0    |
| 若乃花(若三杉) | 7    | 16   | 若二瀬   | 2    | 1    | 鷲羽山     | 8    | 5    |          |      |      |

- 他に優勝決定戦で北の湖に1勝、長谷川に1敗がある。

## 改名歴
- 西森 輝門（にしもり てるゆき）1966年9月場所 - 1970年1月場所
- 花錦 輝之（はなにしき - ）1970年3月場所 - 1970年11月場所
- 魁傑 輝之（かいけつ - ）1971年1月場所 - 1973年3月場所
- 魁傑 將晃（ - まさてる）1973年5月場所 - 1979年1月場所

## 年寄変遷
- 放駒 輝門（はなれごま てるゆき）1979年1月 - 2013年2月

## テレビCM
現役時代に出演。
- 森永乳業 森永ビヒダス 魁傑篇（1978年）[60]

以下は放駒親方時代に出演。
- ヤマサ醤油「さしみしょうゆ」（音無美紀子と共演）
- AGF「コーヒーギフト」（檀ふみと共演）